# East Williston (Florida)
East Williston es un lugar designado por el censo ubicado en el condado de Levy en el estado estadounidense de Florida. En el Censo de 2010 tenía una población de 694 habitantes y una densidad poblacional de 89,08 personas por km².

## Geografía
East Williston se encuentra ubicado en las coordenadas 29°23′18″N 82°24′59″O / 29.38833, -82.41639. Según la Oficina del Censo de los Estados Unidos, East Williston tiene una superficie total de 7.79 km², de la cual 7.79 km² corresponden a tierra firme y (0%) 0 km² es agua.

## Demografía
Según el censo de 2010, había 694 personas residiendo en East Williston. La densidad de población era de 89,08 hab./km². De los 694 habitantes, East Williston estaba compuesto por el 18.59% blancos, el 80.4% eran afroamericanos, el 0% eran amerindios, el 0% eran asiáticos, el 0% eran isleños del Pacífico, el 0% eran de otras razas y el 1.01% pertenecían a dos o más razas. Del total de la población el 4.61% eran hispanos o latinos de cualquier raza.